# So Red the Rose
So Red the Rose é um filme estadunidense de 1935, do gênero drama, dirigido por King Vidor, que não o menciona em sua autobiografia. Baseado no romance homônimo de Stark Young, publicado no ano anterior, o filme apresenta semelhanças com Gone With the Wind ao tratar de uma família durante a Guerra de Secessão.

## Sinopse
Valette Bedford é uma jovem que vive na fazenda da família no Mississippi. Depois que estoura a Guerra, ela vai perdendo os parentes, vê as terras invadidas por tropas do Norte e enfrenta a revolta dos escravos após o General Ulysses Grant tomar Vicksburg. Com o passar dos anos, só resta a ela e aos sobreviventes uma pequena casa para viver. Apenas o amor pelo primo Duncan, oficial dos Confederados, a mantém viva. Duncan era um pacifista convicto (Valette tinha-o por covarde), que só concordou em combater quando viu uma fileira de soldados sulistas mortos.

## Elenco
| Ator/Atriz          | Personagem        |
| ------------------- | ----------------- |
| Margaret Sullavan   | Valette Bedford   |
| Walter Connolly     | Malcolm Bedford   |
| Randolph Scott      | Duncan Bedford    |
| Janet Beecher       | Sally Bedford     |
| Elizabeth Patterson | Mary Cherry       |
| Robert Cummings     | George Pendleton  |
| Harry Ellerbe       | Edward Bedford    |
| Dickie Moore        | Middleton Bedford |
| Charles Starrett    | George McGehee    |